# Cecilia Álvarez Correa
María Cecilia Álvarez Correa Glen, née le 30 août 1953, est une femme politique colombienne.

## Biographie
Cecilia Álvarez Correa est en couple avec l'ex-ministre colombienne Gina Parody.